# Ricardo Mairal
Ricardo Mairal Usón (Huesca, 1965) es un filólogo y catedrático español.
Es catedrático de Lengua y Lingüística Inglesa en el Departamento de Filologías Extranjeras de la Universidad Nacional de Educación a Distancia (UNED) desde 2002. Actualmente es el Rector de la UNED desde 2018.

## Biografía
Tras doctorarse en Filología Inglesa por la Universidad de Zaragoza en 1993, impartió docencia durante cuatro años en la Universidad Autónoma de Madrid. Posteriormente se traslada a la UNED, donde fue nombrado catedrático de Lengua y Lingüística Inglesa en el Departamento de Filologías Extranjeras en 2002. En la UNED también ha ejercido como vicerrector de Investigación y Transferencia y vicerrector Segundo (2013-2016) y vicerrector de Profesorado y Planificación y vicerrector primero (2016-2018), hasta que en junio de 2018 pasa a ser rector al ser nombrado su antecesor, Alejandro Tiana Ferrer, secretario de Estado de Educación y Formación Profesional.
Su actividad docente e investigadora se ha centrado en la semántica, la sintaxis y la lingüística computacional y clínica. Ha dirigido varios proyectos del Plan Estatal de Investigación Científica y Técnica y de Innovación, en los que ha desarrollado diversos aspectos de la industria de las lenguas y lingüística computacional. Fue cofundador del grupo de investigación LEXICOM y del Centro de Investigación ACTUALing (Center for the development and analysis of Clinical, Technological and Linguistic applications). Ha publicado más de sesenta artículos científicos en revistas tanto nacionales como internacionales y es coautor y coeditor de seis libros publicados en diferentes editoriales. Su trabajo Nuevas perspectivas en Gramática Funcional (Ariel, 1998) fue galardonado con el Premio Nacional de Investigación en Lingüística Inglesa AEDEAN en 1999.
Fue presidente de la Asociación Española de Lingüística Aplicada desde el año 2011 hasta el 2017. En 2020 fue elegido presidente de la Asociación Europea de Universidades de Enseñanza a Distancia (EADTU), cargo que mantuvo hasta 2022.

## Reconocimientos
En 2019 recibió el premio Luis Garcés a los Valores Humanos en el Deporte otorgado por la Asociación de la Prensa Deportiva de Huesca durante la XIX Gala del Deporte Provincial por su trayectoria en el Club Baloncesto Peñas Huesca.
En diciembre de 2024 fue condecorado con la Gran Cruz del Mérito Militar.